# Yitzhak Rabin
Yitzhak Rabin (em hebraico יצחק רבין; Jerusalém, 1º de março de 1922 – Tel Aviv, 4 de novembro de 1995) foi um general, político e estadista israelita. Ele foi o quinto primeiro-ministro de Israel, cumprindo dois mandatos, de 1974 a 1977, e de 1992 até seu assassinato em 1995.
Rabin nasceu em Jerusalém, filho de imigrantes judeus da Europa Oriental, e foi criado em uma família trabalhista sionista. Ele aprendeu agricultura na escola e se destacou como aluno. Ele teve uma carreira de 27 anos como soldado e finalmente alcançou o posto de Rav Aluf (oficial-general). Quando adolescente, ele se juntou ao Palmach, a força comando do Yishuv. Ele ajudou a moldar a doutrina de treinamento israelense no início dos anos 1950 e liderou a Diretoria de Operações das FDI de 1959 a 1963. Ele foi nomeado Chefe do Estado-Maior em 1964 e supervisionou a vitória de Israel na Guerra dos Seis Dias de 1967.
Rabin serviu como embaixador de Israel nos Estados Unidos de 1968 a 1973, durante um período de aprofundamento dos laços EUA-Israel. Ele foi nomeado primeiro-ministro de Israel em 1974, após a renúncia de Golda Meir. Quinto primeiro-ministro de Israel, no cargo entre 1974 e 1977, regressou ao cargo em 1992, exercendo funções até 1995, ano em que foi assassinado. Em seu primeiro o, Rabin assinou o Acordo Provisório do Sinai e ordenou a incursão de Entebbe. Ele renunciou em 1977 após um escândalo financeiro. Rabin foi ministro da Defesa de Israel durante grande parte da década de 1980, inclusive durante a eclosão da Primeira Intifada.
Em 1992, Rabin foi reeleito como primeiro-ministro em uma plataforma que abraçava o processo de paz israelense-palestino. Ele assinou vários acordos históricos com a liderança palestina como parte dos Acordos de Oslo. Em 1994, Rabin ganhou o Prêmio Nobel da Paz junto com seu rival político de longa data, Shimon Peres, e o líder palestino Yasser Arafat. Rabin também assinou um tratado de paz com a Jordânia em 1994. Em novembro de 1995, ele foi assassinado por um extremista chamado Yigal Amir, que se opôs aos termos dos Acordos de Oslo. Amir foi condenado pelo assassinato de Rabin e sentenciado à prisão perpétua.
Rabin foi o primeiro primeiro-ministro nascido em Israel e foi o único primeiro-ministro a ser assassinado e o segundo a morrer no cargo depois de Levi Eshkol. Rabin tornou-se um símbolo do processo de paz israelense-palestino.

## Vida pessoal

### Família

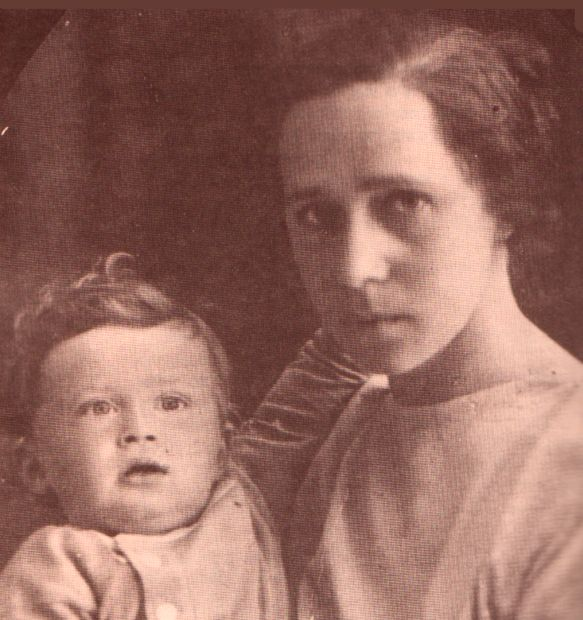
Yitzhak como um bebê no colo de sua mãe, Rosa.

Yitzhak Rabin nasceu no Centro Médico Shaare Zedek em Jerusalém em 1.º de março de 1922, no Mandato Britânico da Palestina, filho de Neemias Rabin (1886 - 1º de dezembro de 1971) e Rosa (nascida Cohen; 1890 - 12 de novembro de 1937); imigrantes da Terceira Aliyah, a terceira onda de imigração judaica da Europa para a Palestina.
Neemias havia nascido Nehemiah Rubitzov no shtetl Sydorovychi, perto de Ivankiv, no sul da zona de assentamento judeu (atual Ucrânia). Seu pai Menachem morreu quando Rabin era menino, e Neemias trabalhou para sustentar sua família desde muito jovem. Aos 18 anos, emigrou para os Estados Unidos, onde se filiou ao partido Poale Zion e mudou seu sobrenome para Rabin. Em 1917, Neemias Rabin foi para a Palestina otomana com um grupo de voluntários da Legião Judaica. A mãe de Yitzhak, Rosa Cohen, nasceu em 1890 em Mogilev, na Bielo-Rússia. Seu pai, um rabino, se opôs ao movimento sionista e mandou Rosa para uma escola cristã para meninas em Gomel, que lhe deu uma ampla educação geral. Desde cedo, Rosa se interessou por causas políticas e sociais. Em 1919, ela viajou para a Palestina no navio a vapor Ruslan. Depois de trabalhar em um kibutz nas margens do Mar da Galiléia, ela se mudou para Jerusalém.
Os pais de Rabin se conheceram em Jerusalém durante os distúrbios de Nebi Musa em 1920. Yitzhak nasceu no ano seguinte e eles se mudaram para a rua Chlenov de Tel Aviv, perto de Jaffa, em 1923. Neemias tornou-se funcionário da Palestine Electric Corporation e Rosa era contadora e ativista local. Ela se tornou membro do Conselho da Cidade de Tel Aviv. A família mudou-se novamente em 1931 para um apartamento de dois cômodos na rua Hamagid em Tel Aviv.

### Infância e educação

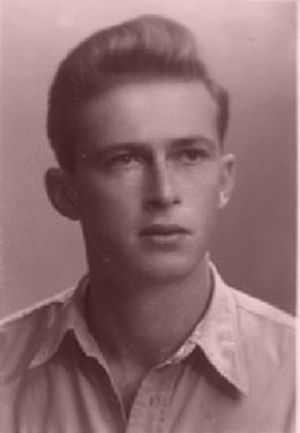
Yitzhak Rabin quando jovem, pouco antes de ingressar no Palmach.

Yitzhak (Isaac) Rabin cresceu em Tel Aviv, para onde a família se mudou quando ele tinha um ano de idade. Ele se matriculou na Tel Aviv Beit Hinuch Leyaldei Ovdim (בית חינוך לילדי עובדים, "Casa Escolar para Filhos de Trabalhadores") em 1928 e completou seus estudos lá em 1935. A escola ensinava às crianças agricultura e sionismo. Rabin geralmente recebia boas notas na escola, mas era tão tímido que poucas pessoas sabiam que era inteligente. Em 1935, Rabin se matriculou em uma escola agrícola no kibutz Givat Hashlosha, fundado por sua mãe. Foi aqui em 1936, aos 14 anos, que Rabin ingressou no Haganah e recebeu seu primeiro treinamento militar, aprendendo a usar uma pistola e montar guarda. Ele também se juntou a um movimento jovem socialista-sionista, o HaNoar HaOved.
Em 1937, ele se matriculou na Escola Secundária Agrícola Kadoorie de dois anos. Ele se destacou em vários assuntos relacionados à agricultura, mas não gostava de estudar a língua inglesa - a língua do "inimigo" britânico. Ele originalmente aspirava ser um engenheiro de irrigação, mas seu interesse em assuntos militares se intensificou em 1938, quando a revolta árabe em curso piorou. Um jovem sargento do Haganah chamado Yigal Allon, mais tarde general das FDI e político proeminente, treinou Rabin e outros em Kadoorie. Durante parte de 1939, os britânicos fecharam Kadoorie e Rabin juntou-se a Allon como policial militar no Kibbutz Ginosar até a reabertura da escola. Rabin se graduou em Kadoorie em agosto de 1940. Quando terminou a escola, Rabin considerou estudar engenharia de irrigação com bolsa de estudos na Universidade da Califórnia, em Berkeley, mas decidiu ficar e lutar na Palestina.

### Casamento e família
Rabin casou-se com Leah Schlossberg durante a Guerra Árabe-Israelense de 1948. Leah trabalhava na época como repórter de um jornal do Palmach. Eles tiveram dois filhos, Dalia (nascida em 19 de março de 1950) e Yuval (nascido em 18 de junho de 1955). Semelhante a toda a elite israelense da época, Rabin aderiu a um entendimento secular-nacional da identidade judaica e não era religioso. O diplomata americano Dennis Moss o descreveu como "o judeu mais secular que conheceu em Israel".

## Carreira militar

### Palmach

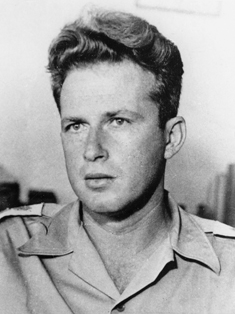
Yitzhak Rabin quando comandante da Brigada Harel, c. 1948.

Em 1941, durante seu treinamento prático no kibutz Ramat Yohanan, Rabin ingressou na recém-formada seção Palmach do Haganah, sob a influência de Yigal Allon. Rabin ainda não sabia operar uma metralhadora, dirigir um carro ou andar de motocicleta, mas Moshe Dayan aceitou o novo recruta. A primeira operação da qual ele participou foi ajudar na invasão aliada do Líbano, no Mandato do Levante então controlado pelas forças francesas de Vichy (a mesma operação na qual Dayan perdeu o olho) em junho-julho de 1941. Allon continuou a treinar as jovens forças do Palmach.
Como Palmachnik, Rabin e seus homens tiveram que se manter num perfil baixo para evitar questionamentos da administração britânica. Eles passavam a maior parte do tempo cultivando a terra, e treinando secretamente em meio período. Eles não usavam uniformes e não receberam reconhecimento público durante esse período. Em 1943, Rabin assumiu o comando de um pelotão em Kfar Giladi. Ele treinou seus homens em táticas modernas e em como conduzir ataques relâmpagos.
Após o fim da Segunda Guerra Mundial, a relação entre o Palmach e as autoridades britânicas tornou-se tensa, especialmente no que diz respeito ao tratamento da imigração judaica. Em outubro de 1945, Rabin planejou uma incursão do Palmach no campo de detenção de Atlit, na qual 208 imigrantes ilegais judeus que haviam sido internados lá foram libertados. No Shabat Negro, uma grande operação britânica contra os líderes do establishment judaico no Mandato Britânico da Palestina e no Palmach, Rabin foi preso e detido por cinco meses. Após sua libertação, ele se tornou o comandante do segundo batalhão do Palmach e ascendeu ao cargo de Diretor de Operações do Palmach em outubro de 1947.

### Forças de Defesa de Israel

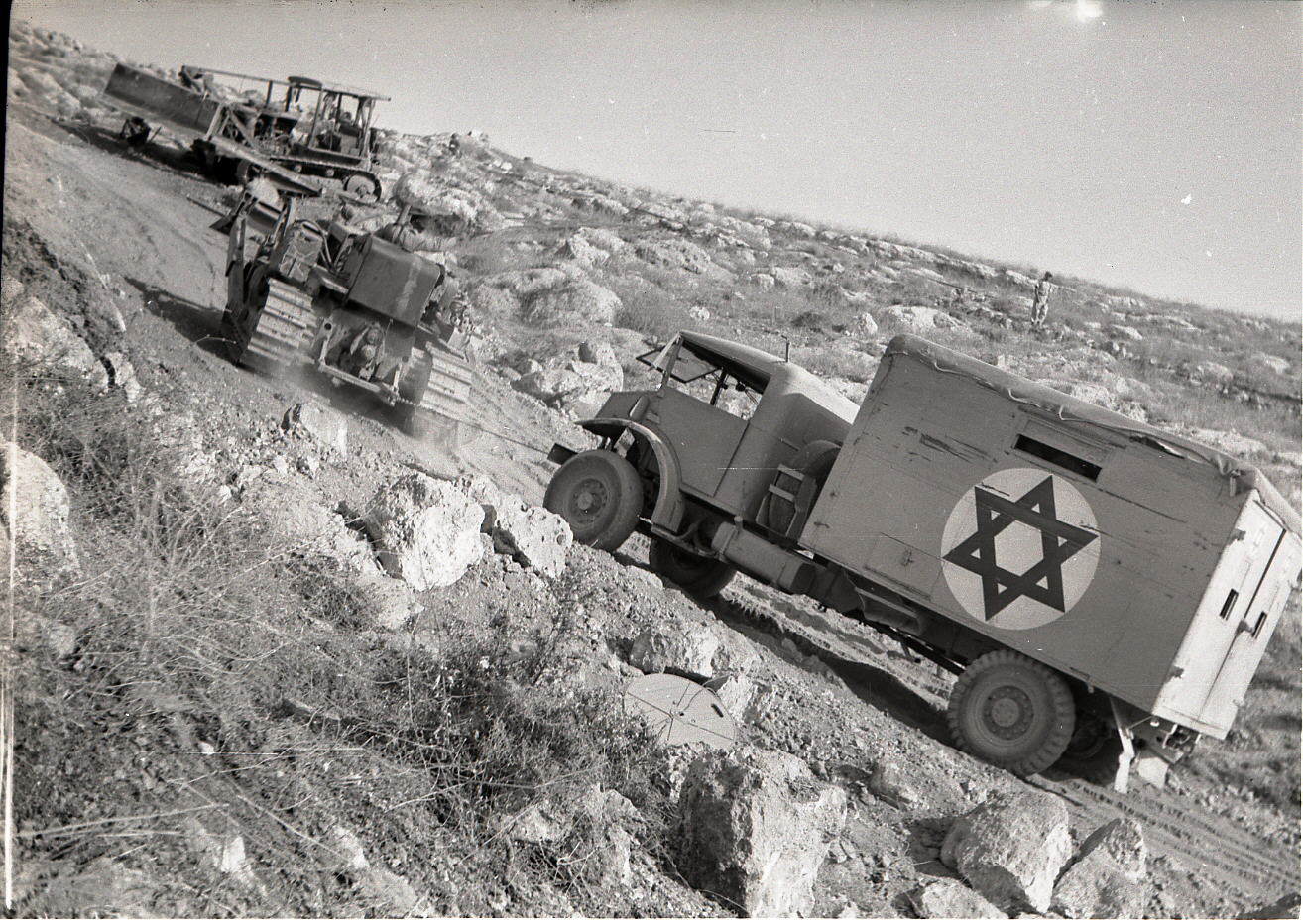
Uma escavadeira reboca um caminhão com a Estrela de Davi na "Estrada da Birmânia", durante a batalha por Jerusalém, junho de 1948.

Durante a Guerra de Independência, Rabin dirigiu as operações israelenses em Jerusalém e lutou contra o exército egípcio no Neguev. Durante o início da guerra, ele foi o comandante da Brigada Harel, que lutou na estrada para Jerusalém a partir da planície costeira, incluindo a "Estrada da Birmânia" israelense, bem como em muitas batalhas em Jerusalém, tais como recapturar o kibutz Ramat Rachel e assim protegendo o lado sul da cidade.
Durante a primeira trégua, Rabin comandou as forças das FDI na praia de Tel Aviv confrontando o Irgun durante o Caso Altalena.

No período seguinte foi vice-comandante da Operação Dani, a operação de maior escala até então, que envolveu quatro brigadas das FDI. As cidades de Ramle e Lydda foram capturadas, bem como o principal aeroporto de Lydda, como parte da operação. Após a captura das duas cidades houve uma expulsão de sua população árabe. Rabin assinou a ordem de expulsão, que incluía o seguinte:
... 1. Os habitantes de Lydda devem ser expulsos rapidamente sem atenção à idade. ... 2. Implemente imediatamente.

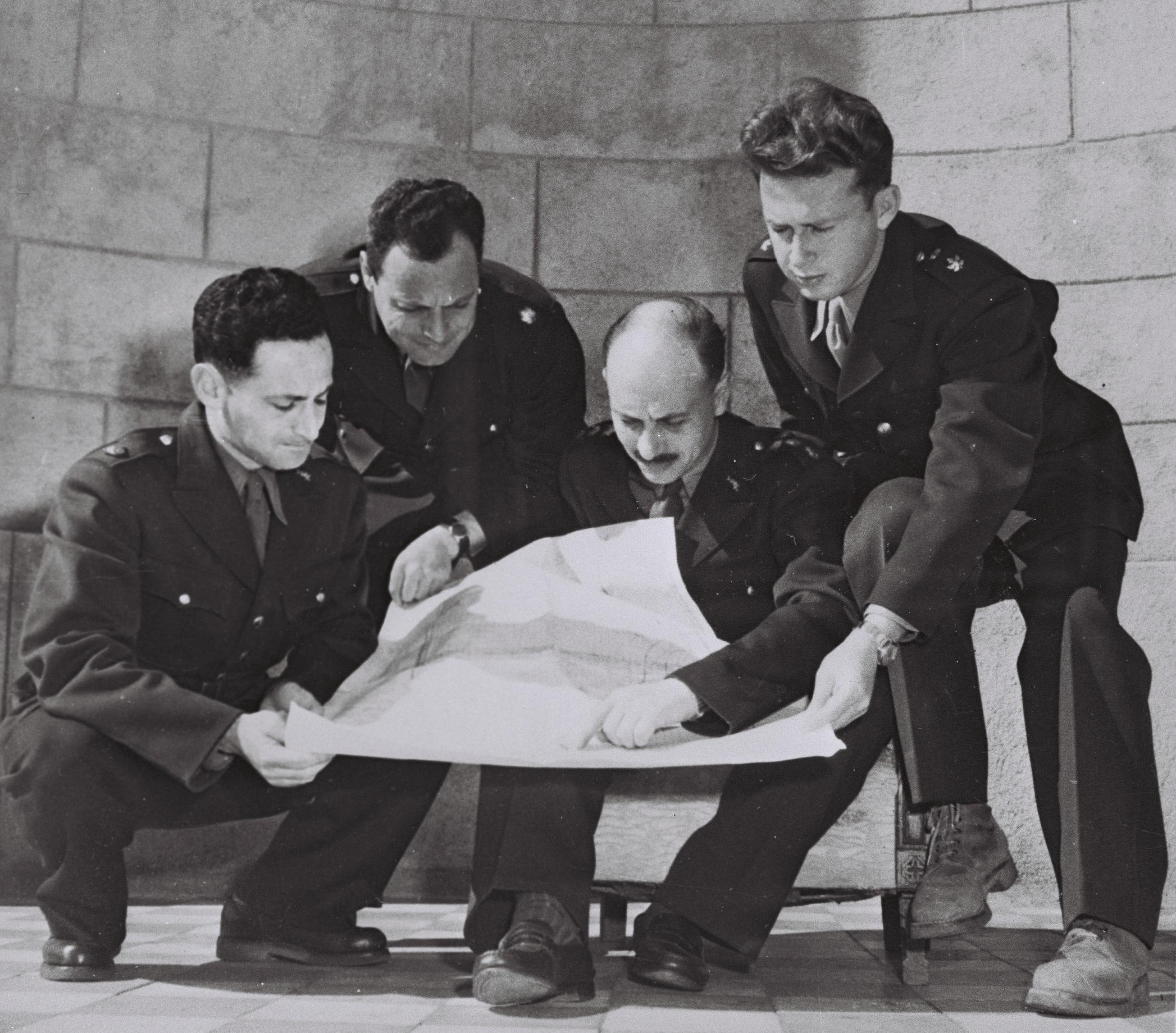
A delegação israelense para as negociações do Acordo de Armistício de 1949. Da esquerda para a direita: Comandantes Yehoshafat Harkabi, Aryeh Simon, Yigael Yadin e Yitzhak Rabin (1949).

Mais tarde, Rabin foi chefe de operações da Frente Sul e participou das principais batalhas que encerraram os combates ali, incluindo a Operação Yoav e a Operação Horev. No início de 1949 integrou a delegação israelita às conversações de armistício com o Egito que decorreram na ilha de Rodes. O resultado das negociações foram os Acordos de Armistício de 1949, que encerraram as hostilidades oficiais da Guerra Árabe-Israelense de 1948. Após a desmobilização no final da guerra, era o ex-membro mais antigo do Palmach que permaneceu nas FDI.

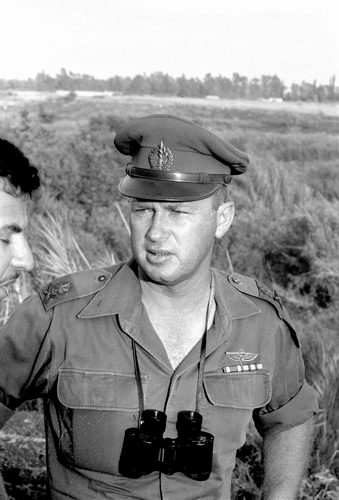
Yitzhak Rabin em 1957, já como comandante do Comando Norte, conversa com seu subordinado

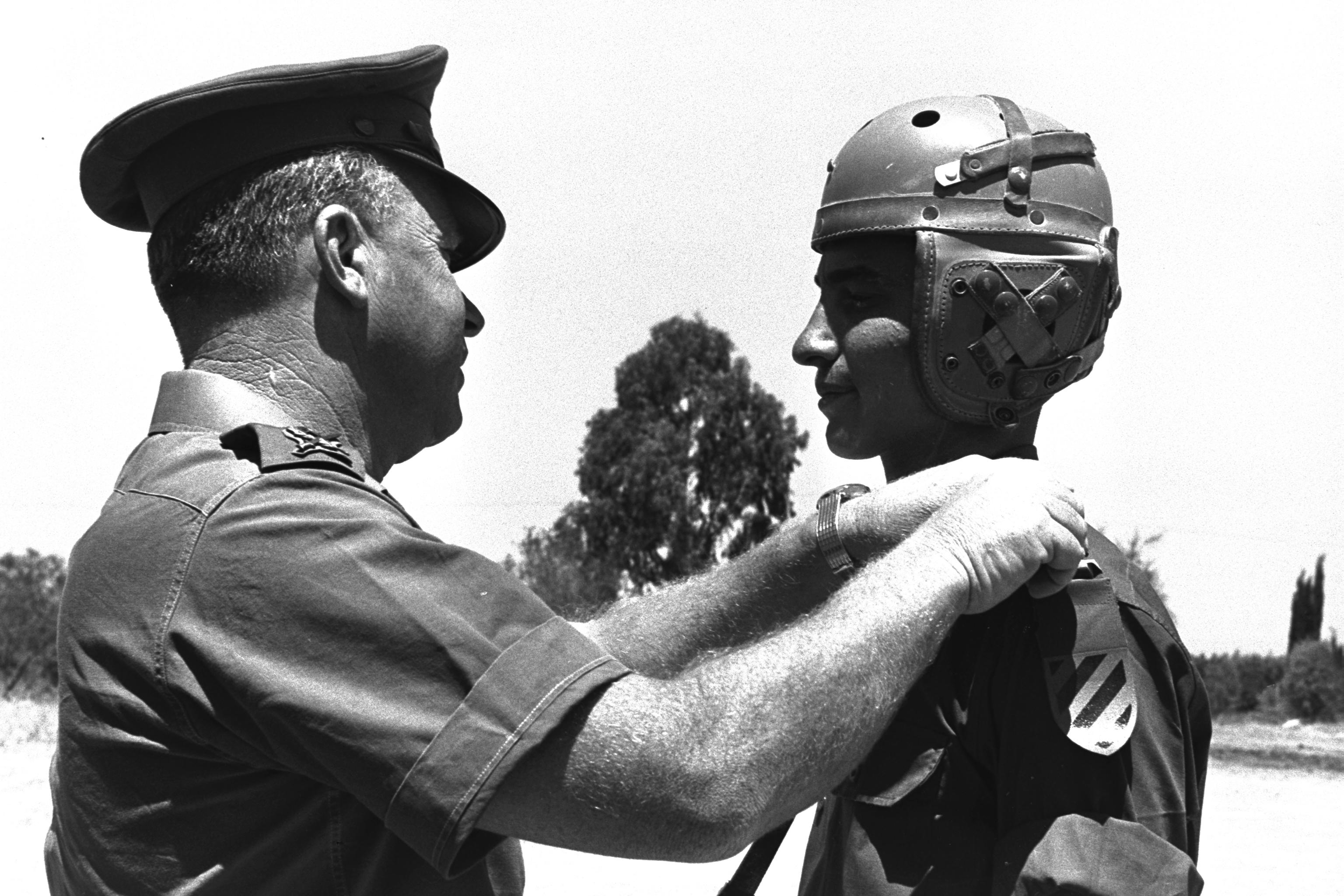
O Chefe do Estado-Maior Yitzhak Rabin coloca a insígnia de oficial em um graduado do Curso de Treinamento de Oficiais, pertencente ao Corpo Blindado, em 20 de junho de 1966.

Como muitos líderes Palmach, Rabin estava politicamente alinhado com o partido de esquerda pró-soviético Ahdut HaAvoda e mais tarde Mapam. Esses oficiais eram desconfiados pelo primeiro-ministro David Ben-Gurion e vários deixaram o exército em 1953 após uma série de confrontos. Os membros do Mapam que permaneceram — como Rabin, Haim Bar-Lev e David Elazar — tiveram que passar vários anos no estado-maior ou em postos de treinamento antes de retomarem suas carreiras.
Rabin chefiou o Comando Norte de Israel de 1956 a 1959. Em 1964, foi nomeado chefe do Estado-Maior das Forças de Defesa de Israel por Levi Eshkol, que substituiu David Ben-Gurion como primeiro-ministro e ministro da Defesa. Como Eshkol não tinha muita experiência militar e confiava no julgamento de Rabin, ele tinha carta branca. De acordo com as memórias do secretário militar de Eshkol, o novo primeiro-ministro seguiu Rabin "de olhos fechados". Rabin foi o responsável pelos detalhados planejamentos e treinamento das forças israelenses.

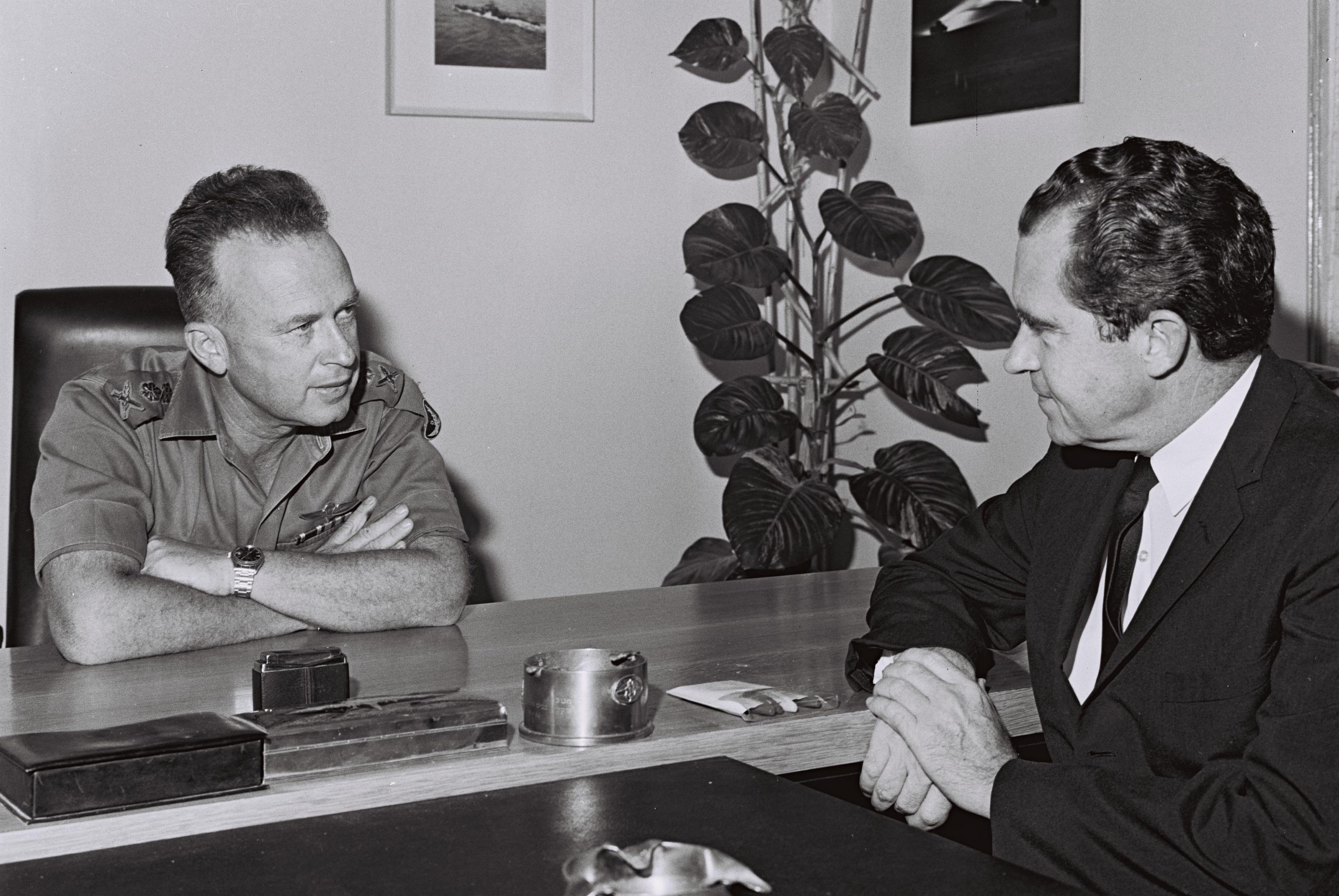
Yitzhak Rabin com Richard Nixon em Tel Aviv, em 22 de junho de 1967.

Nos dias que antecederam a Guerra dos Seis Dias, em 1967, Rabin sofreu um colapso nervoso e foi incapaz de funcionar. Durante o impasse inicial, Rabin sentiu que a tensão era insuportável: Ele passava noites em claro, comia pouco, tomava muito café e fumava incessantemente. Ben-Gurion criticou Rabin por ter mobilizado os reservistas antes de assegurar uma potência aliada. As pesadas críticas de Ben-Gurion tiveram um efeito muito forte nele, "Você levou o Estado a uma situação grave. Você carrega a responsabilidade". Rabin implorou a Eshkol para lançar um ataque preventivo quando Nasser fechou o Estreito de Tiran, em 23 de maio, mas isto foi negado. Rabin entrou em depressão profunda e um médico foi chamado para lhe injetar um sedativo, e ele dormiu pelas próximas 24 horas. No dia 1 de junho, quando as notícias da elevação de Moshe Dayan a ministro da Defesa foram liberadas, houve um suspiro coletivo de alívio no Comando israelense. As Forças de Defesa de Israel alcançaram uma vitória espetacular sobre o Egito, Síria e Jordânia em 1967. Depois que a Cidade Velha de Jerusalém foi capturada pelas FDI, Rabin foi um dos primeiros a visitá-la e realizou um famoso discurso no Monte Scopus, na Universidade Hebraica.

## Embaixador nos Estados Unidos (1968–1973)
Após sua reforma das FDI, Yitzhak Rabin se tornou embaixador nos Estados Unidos a partir de 1968, servindo por cinco anos. Nesse período, os EUA se tornaram o principal fornecedor de armas de Israel e, em particular, ele conseguiu suspender o embargo aos caças F-4 Phantom. Durante a Guerra do Yom Kippur de 1973, ele não serviu em nenhuma função oficial. Enquanto servia como embaixador, Rabin conheceu e formou um relacionamento com Menachem M. Schneerson.

## Ministro do Trabalho
Nas eleições realizadas no final de 1973, Rabin foi eleito para o Knesset como membro do Alinhamento. Ele foi nomeado Ministro do Trabalho de Israel em março de 1974 no 16º governo, de curta duração, liderado por Golda Meir.

## Primeiro mandato como primeiro-ministro (1974-1977)

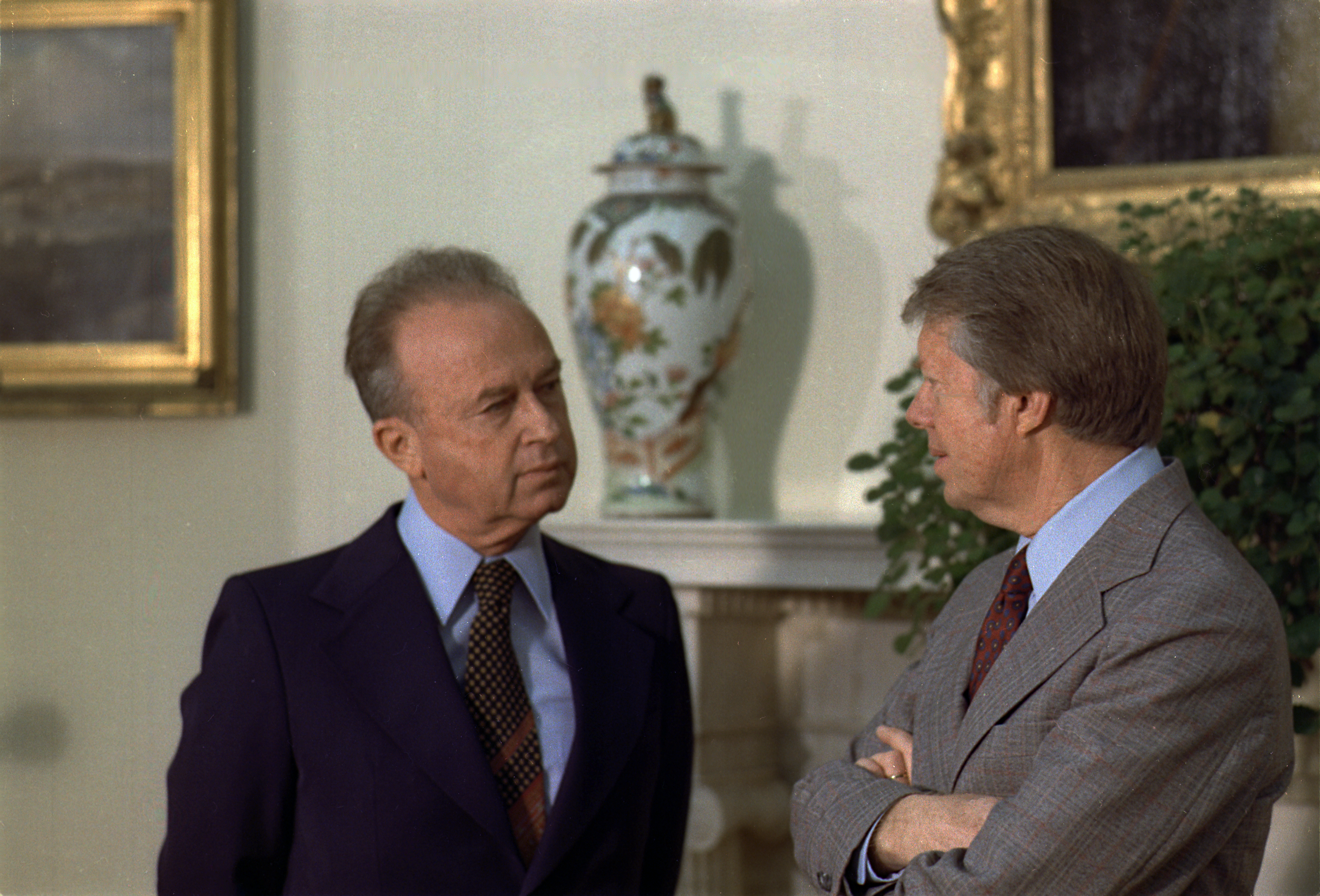
Rabin como primeiro-ministro com o presidente dos Estados Unidos, Jimmy Carter, em 1977.

Após a renúncia de Golda Meir em abril de 1974, Rabin foi eleito líder do partido, após derrotar Shimon Peres. A rivalidade entre esses dois líderes trabalhistas permaneceu acirrada e eles competiram várias vezes nas duas décadas seguintes pelo papel de liderança e até por quem merecia crédito pelas conquistas do governo. Rabin sucedeu Golda Meir como primeira-ministra de Israel em 3 de junho de 1974. Este foi um governo de coalizão, incluindo o Ratz, os Liberais Independentes, Progresso e Desenvolvimento e a Lista Árabe para Beduínos e Aldeões. Esse arranjo, com maioria parlamentar simples, durou alguns meses e foi um dos poucos períodos na história de Israel em que os partidos religiosos não faziam parte da coalizão. O Partido Religioso Nacional juntou-se à coalizão em 30 de outubro de 1974 e Ratz saiu em 6 de novembro.
Na política externa, o grande desenvolvimento no início do mandato de Rabin foi o Acordo Provisório do Sinai entre Israel e Egito, assinado em 1º de setembro de 1975. Ambos os países declararam que o conflito entre eles e no Oriente Médio não será resolvido pela força militar, mas por meios pacíficos. Este acordo seguiu a diplomacia de Henry Kissinger e uma ameaça de "reavaliação" da política regional dos Estados Unidos e suas relações com Israel. Rabin observa que era "um termo inocente que anunciava um dos piores períodos nas relações americano-israelenses". Mas o acordo foi um passo importante para os Acordos de Camp David de 1978 e o tratado de paz com o Egito assinado em 1979.

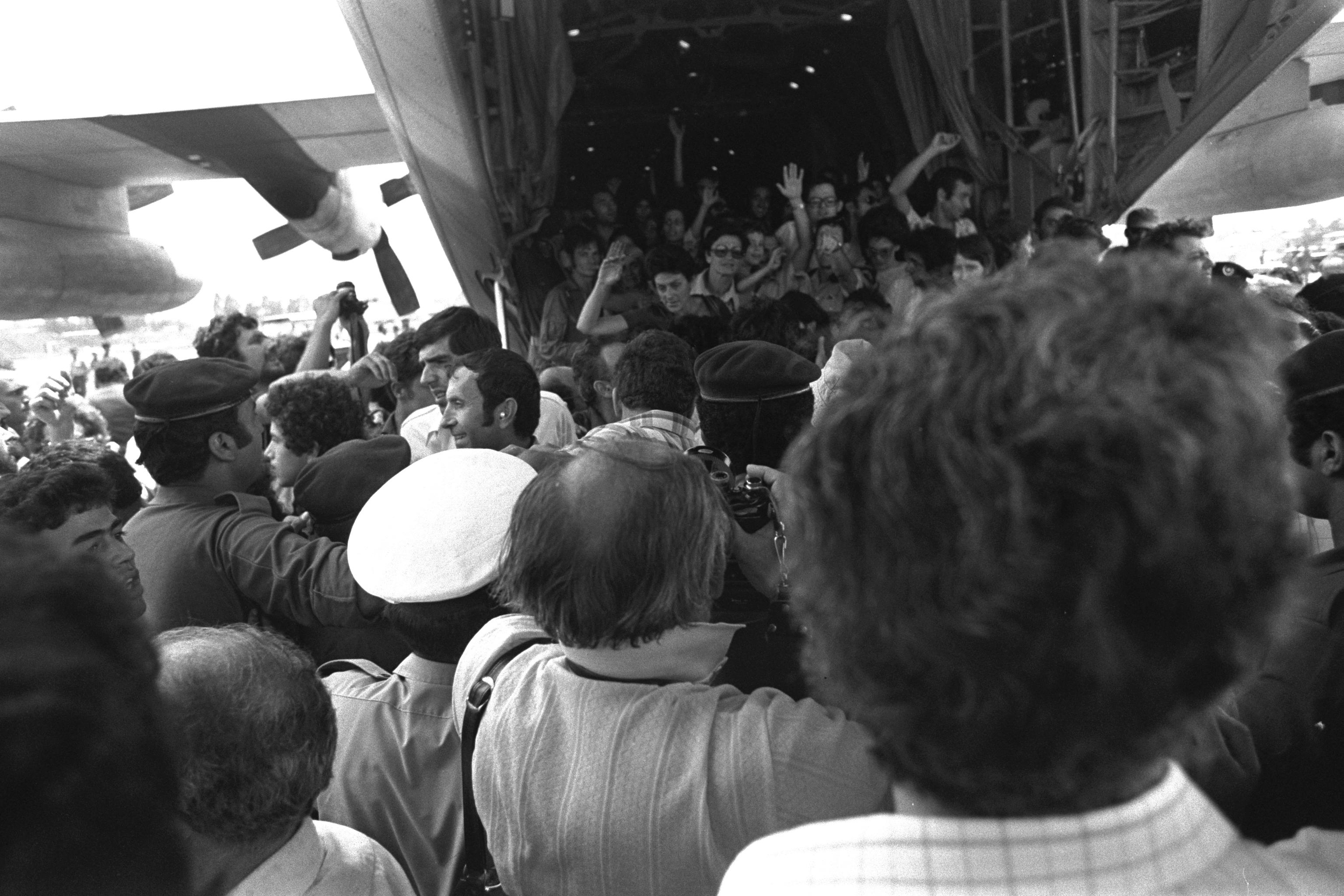
Passageiros resgatados de Entebbe são recebidos no Aeroporto Ben Gurion, 4 de julho de 1976.

A Operação Entebbe foi talvez o evento mais dramático durante o primeiro mandato de Rabin. Sob suas ordens, as FDI realizaram um ataque secreto de longo alcance para resgatar passageiros de um avião sequestrado por militantes pertencentes à facção Wadie Haddad da Frente Popular para a Libertação da Palestina e as Células Revolucionárias alemã (RZ), e que desviaram o avião para a Uganda de Idi Amin Dadá. A operação foi um tremendo sucesso, e seu caráter espetacular tornou-a objeto de muitos comentários e estudos contínuos.
No final de 1976, seu governo de coalizão com os partidos religiosos sofreu uma crise: uma moção de censura foi apresentada pelo Agudat Yisrael por violação do sábado em uma base da Força Aérea israelense quando quatro jatos F-15 foram entregues dos EUA e o Partido Religioso Nacional se absteve. Rabin dissolveu seu governo e decidiu por novas eleições, que seriam realizadas em maio de 1977. Rabin foi reeleito por pouco como líder do partido sobre Shimon Peres em fevereiro de 1977.
Após a reunião de março de 1977 entre Rabin e o presidente dos Estados Unidos Jimmy Carter, Rabin anunciou publicamente que os Estados Unidos apoiavam a ideia israelense de fronteiras defensáveis; Carter então emitiu um esclarecimento. Seguiu-se uma "repercussão" nas relações EUA/Israel. Acredita-se que as consequências contribuíram para a derrota do Partido Trabalhista de Israel nas eleições de maio de 1977. Em 15 de março de 1977, o jornalista do Haaretz, Dan Margalit, revelou que uma conta conjunta em dólares nos nomes de Yitzhak e Leah Rabin, aberta em um banco de Washington, DC durante o mandato de Rabin como embaixador de Israel (1968-73), ainda estava aberta, em violação da lei israelense. De acordo com os regulamentos cambiais israelenses da época, era ilegal para os cidadãos manter contas em bancos estrangeiros sem autorização prévia. Rabin renunciou em 8 de abril de 1977, após a revelação do jornalista do Maariv, S. Isaac Mekel, de que os Rabins possuíam duas contas em Washington, não uma, contendo $ 10 000, e que um comitê de penalidades administrativas do Ministério das Finanças os multou em IL 150 000. Rabin retirou-se da liderança do partido e da candidatura a primeiro-ministro.

## Membro da oposição no Knesset (1977-1984)
Após a derrota do Partido Trabalhista nas eleições de 1977, Menachem Begin, do Likud, tornou-se primeiro-ministro, e o Trabalhismo (que fazia parte da aliança Alinhamento) entrou na oposição. Até 1984, Rabin, como membro do Knesset, sentou-se no Comitê de Relações Exteriores e Defesa. Rabin desafiou sem sucesso Shimon Peres para a liderança do Partido Trabalhista de Israel na eleição de liderança do partido em 1980.

## Ministro da Defesa (1984–1990)

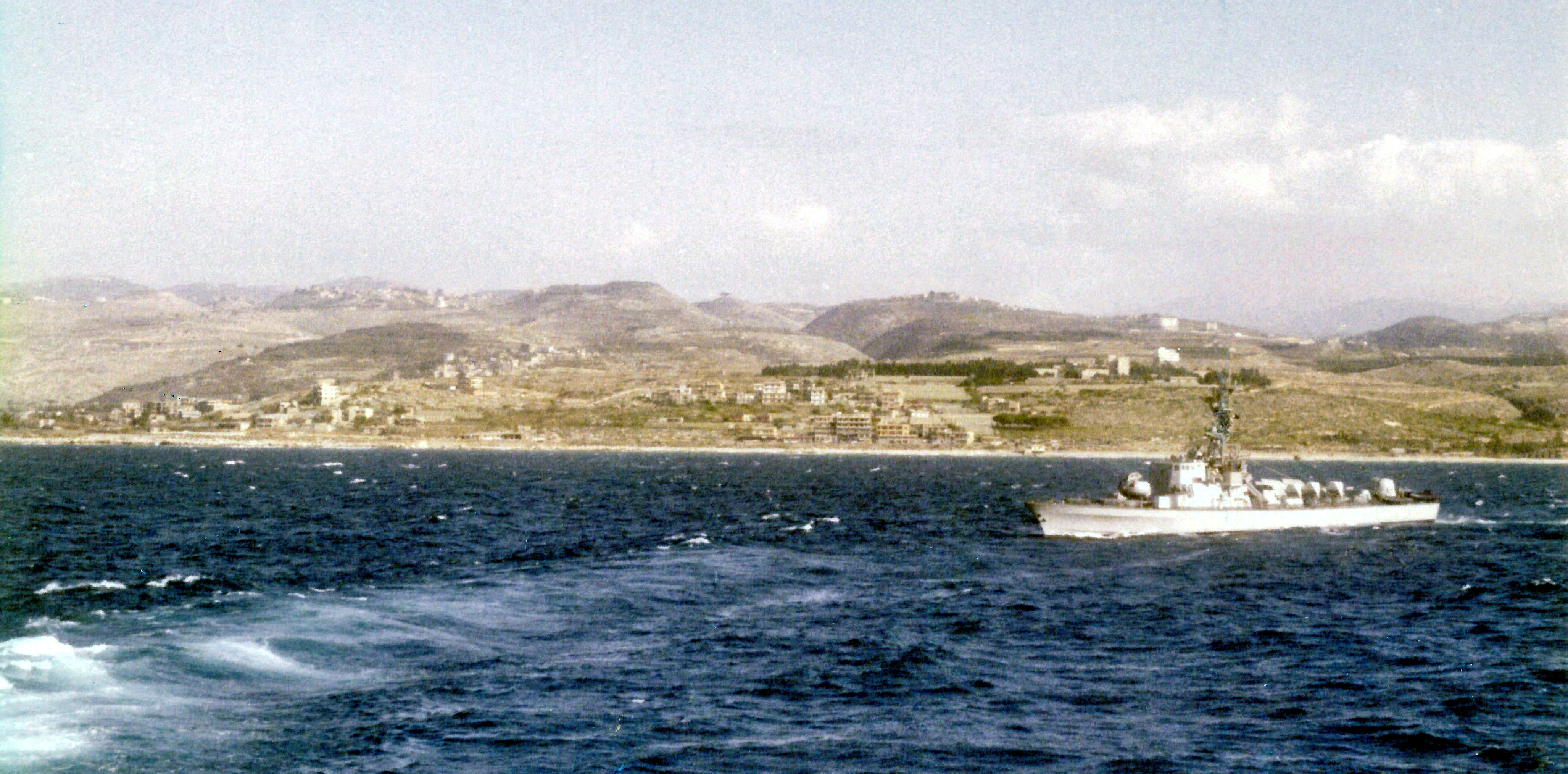
O barco de mísseis da Marinha israelense INS Romach na costa do Líbano, agosto de 1982.

De 1984 a 1990, o Partido Trabalhista esteve no governo como parte das coalizões que formaram os 21º e 22º governos durante o 11º Knesset, e o 23º governo durante a primeira parte do 10º Knesset. De 1984 a 1990, Rabin atuou como Ministro da Defesa em vários governos de unidade nacional liderados pelos primeiros-ministros Yitzhak Shamir e Shimon Peres. Quando Rabin assumiu o cargo, as tropas israelenses ainda estavam no Líbano. Rabin ordenou sua retirada para uma "Zona de Segurança" no lado libanês da fronteira. O Exército do Sul do Líbano estava ativo nesta zona, junto com as Forças de Defesa de Israel.
Em 4 de agosto de 1985, o Ministro da Defesa Rabin introduziu uma política de Punho de Ferro na Cisjordânia, revivendo o uso da legislação da era do Mandato Britânico para deter pessoas sem julgamento, demolir casas, fechar jornais e instituições, bem como deportar ativistas. A mudança na política ocorreu após uma campanha pública sustentada exigindo uma política mais dura após a troca de prisioneiros em maio de 1985, na qual 1.150 palestinos foram libertados.

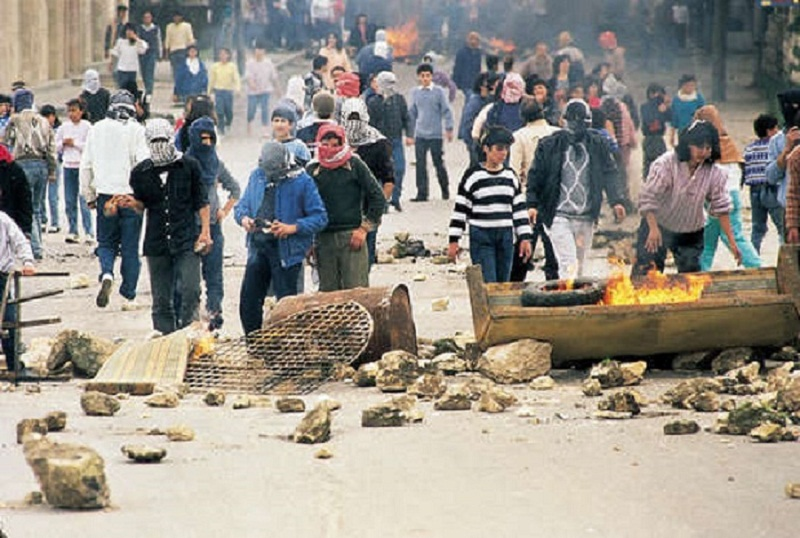
Manifestantes palestinos erguendo uma barricada durante a Primeira Intifada.

Quando estourou a primeira Intifada, Rabin adotou medidas duras para impedir os violentos tumultos, inclusive autorizando o uso de "força, poder e espancamentos" contra os manifestantes. O termo depreciativo "quebra ossos" foi usado como um slogan internacional crítico.
A combinação do fracasso da política do "Punho de Ferro", a deterioração da imagem internacional de Israel e o corte dos laços legais e administrativos da Jordânia com a Cisjordânia com o reconhecimento da Organização para a Libertação da Palestina (OLP) pelos EUA como representante do povo palestino forçaram Rabin a buscar o fim da violência por meio da negociação e diálogo com a OLP.
Em 1988, Rabin foi responsável pelo assassinato de Abu Jihad em Túnis e duas semanas depois ele supervisionou pessoalmente a destruição da fortaleza do Hezbullah em Meidoun durante a Operação Lei e Ordem, na qual as FDI afirmaram que 40-50 combatentes do Hezbullah foram mortos. Três soldados israelenses foram mortos e dezessete feridos.
Como Ministro da Defesa, Rabin planejou e executou o sequestro em 27 de julho de 1989 do líder do Hezbullah Sheikh Abdel Karim Obeid e dois de seus assessores em Jibchit, no sul do Líbano. O Hezbullah respondeu anunciando a execução do Coronel Higgins, um alto oficial americano que trabalhava para a UNIFIL e que havia sido sequestrado em fevereiro de 1988.

## Membro da oposição no Knesset (1990-1992)

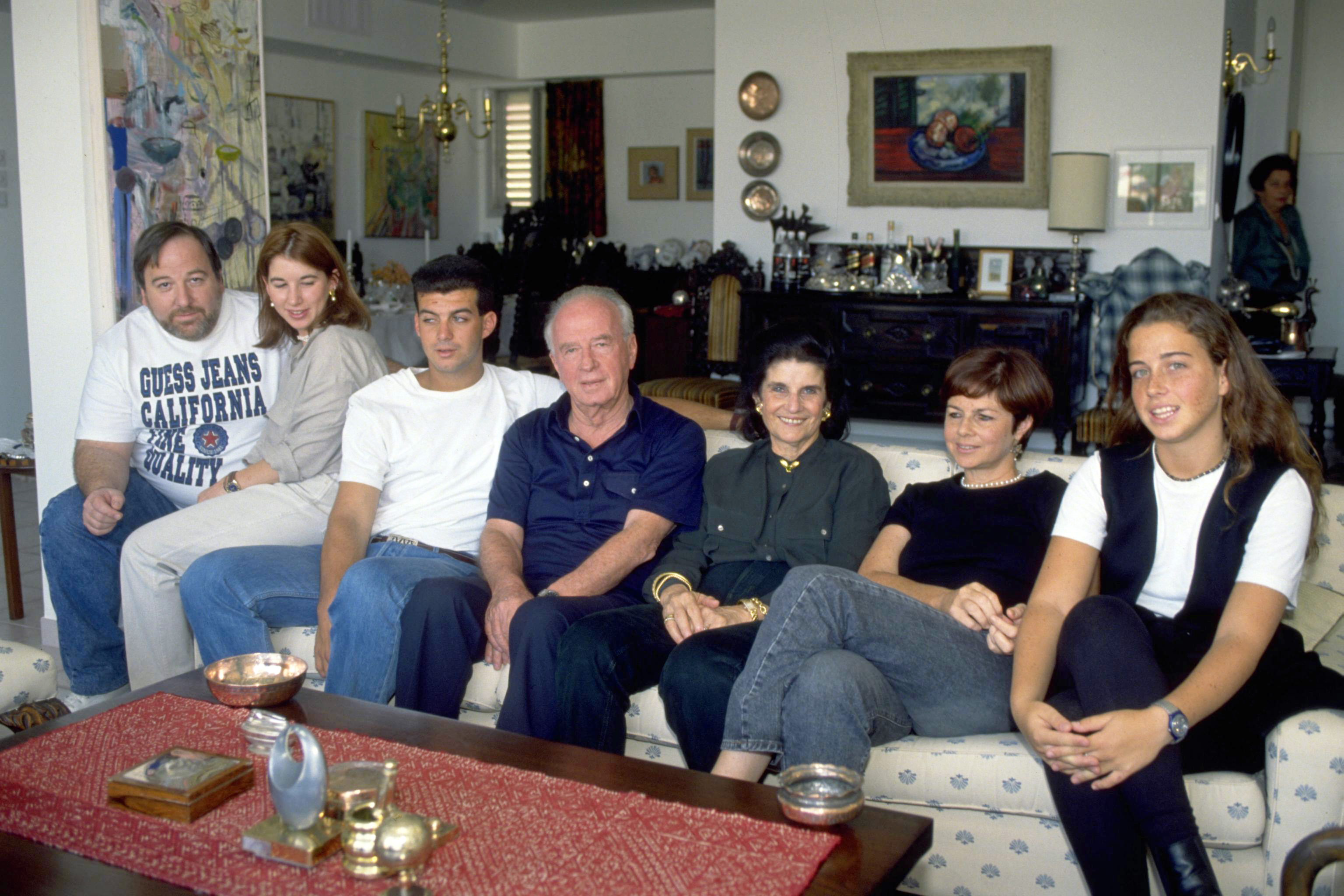
Rabin em casa com sua esposa, neto, filha, então genro e duas de suas netas em 1992.

No "truque sujo", o Partido Trabalhista deixou a coalizão do 23º governo em uma tentativa fracassada de formar uma nova coalizão a ser liderada por Peres. No entanto, o fracasso desse esforço (e o sucesso de Yitzhak Shamir em formar o 24º governo sem trabalhistas) deixou os trabalhistas na oposição pelo restante do 10º Knesset. De 1990 a 1992, Rabin sentou-se novamente no Comitê de Relações Exteriores e Defesa do Knesset.
Após o tiro pela culatra do "truque sujo" de Peres e do Partido Trabalhista, Rabin tentou, sem sucesso, persuadir o partido a agendar uma eleição de liderança em 1990. Uma corrida pela liderança em perspectiva em 1990 parecia promissora para Rabin. Peres estava enfraquecido pelo tiro pela culatra do "truque sujo" e as pesquisas mostraram que Rabin era o político mais popular do país. Além disso, muitos dos apoiadores de longa data de Peres no partido começaram a mudar seu apoio para Rabin. No entanto, uma semana depois, em 22 de julho de 1990, os 1.400 membros do Comitê Central do Partido Trabalhista votaram 54 a 46% contra a realização de uma disputa de liderança imediata. Isso preparou o partido para não realizar uma eleição de liderança até pelo menos o ano seguinte, a menos que a próxima eleição do Knesset fosse agendada antes do previsto para 1992. A votação do comitê para rejeitar a pressão de Rabin para uma disputa pela liderança em 1990 foi considerada um resultado desagradável. Em sua eleição de liderança em 1992, Rabin foi eleito presidente do Partido Trabalhista, destituindo Shimon Peres.

## Segundo mandato como primeiro-ministro

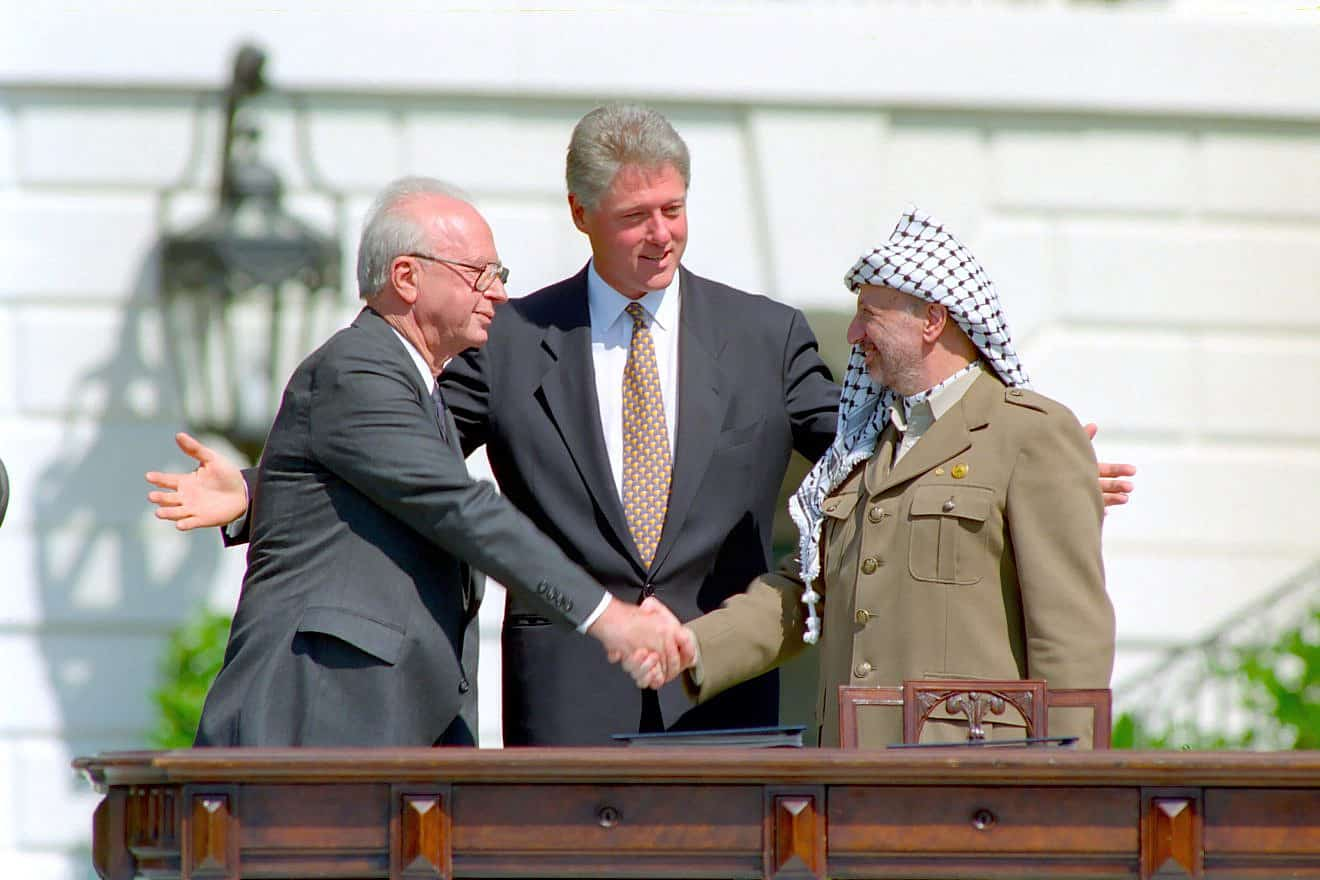
Yitzhak Rabin ao lado de Bill Clinton e Yasser Arafat, num aperto de mãos que selaria o Acordo de paz de Oslo, no dia 13 de setembro de 1993.

Nas eleições legislativas israelenses de 1992, o Partido Trabalhista, liderado por Rabin, concentrou-se fortemente em sua popularidade. O partido conseguiu obter uma vitória clara sobre o Likud do incumbente primeiro-ministro Yitzhak Shamir. No entanto, o bloco de esquerda no Knesset obteve apenas uma estreita maioria geral, facilitada pelo fracasso de pequenos partidos nacionalistas em ultrapassar o limiar eleitoral. Rabin formou o primeiro governo liderado pelos trabalhistas em quinze anos, apoiado por uma coalizão com o Meretz, um partido de esquerda, e o Shas, um partido religioso ultraortodoxo mizrahim.

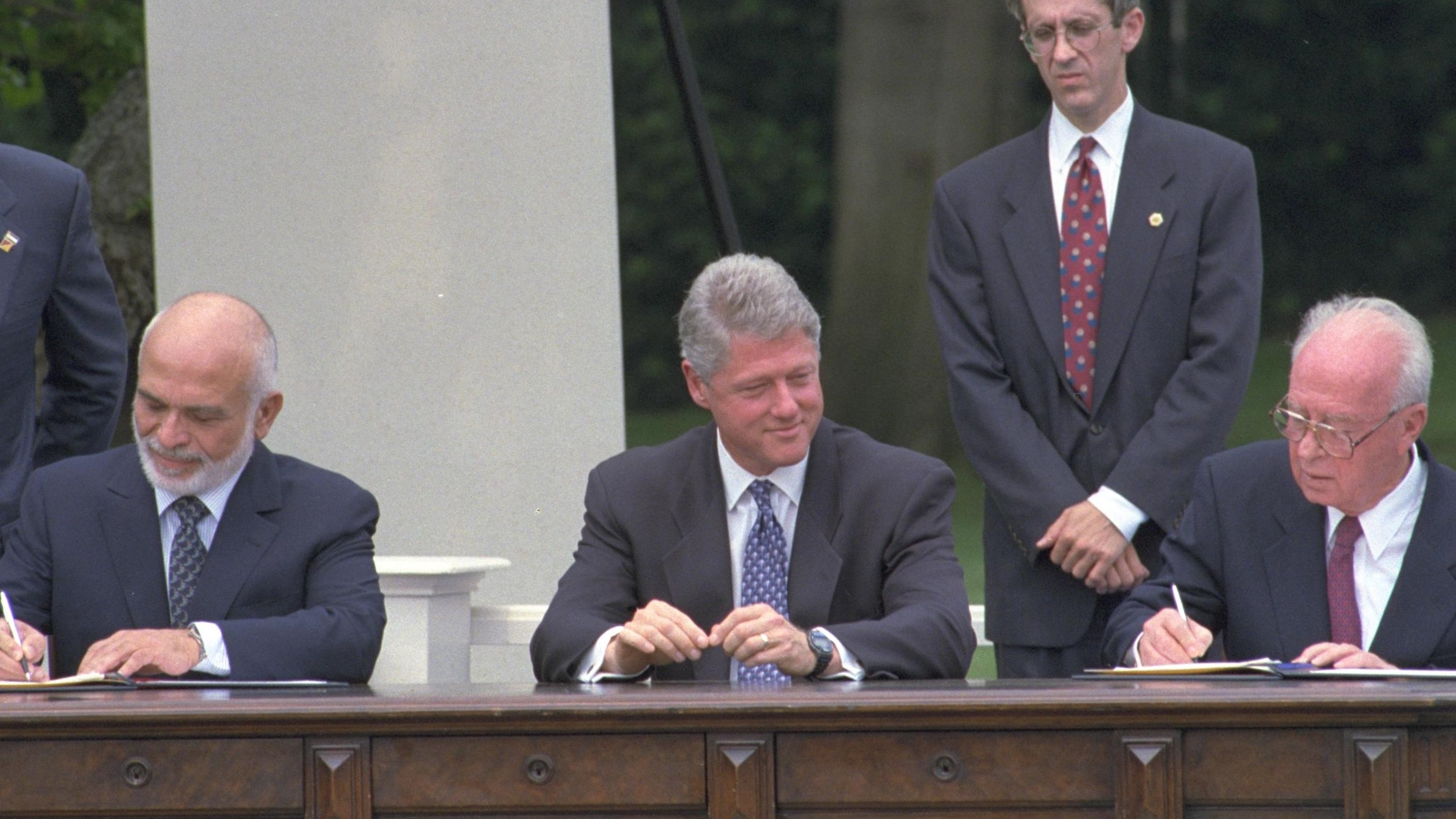
Bill Clinton observa o rei Hussein da Jordânia (à esquerda) e o primeiro-ministro israelense Yitzhak Rabin (à direita) assinarem o tratado de paz Israel-Jordânia.

Em 25 de julho de 1993, depois que o Hezbollah disparou foguetes contra o norte de Israel, Rabin autorizou uma operação militar de uma semana no Líbano. Rabin desempenhou um papel importante na assinatura dos Acordos de Oslo, que criaram a Autoridade Nacional Palestina e lhe concederam controle parcial sobre partes da Faixa de Gaza e da Cisjordânia. Antes da assinatura dos acordos, Rabin recebeu uma carta do presidente da OLP, Yasser Arafat, renunciando à violência e reconhecendo oficialmente Israel, e no mesmo dia, 9 de setembro de 1993, Rabin enviou a Arafat uma carta reconhecendo oficialmente a OLP.
Após o anúncio dos Acordos de Oslo, houve muitas manifestações de protesto em Israel, contestando os Acordos. À medida que esses protestos se arrastavam, Rabin insistiu que, enquanto tivesse a maioria no Knesset, ignoraria os protestos e os manifestantes. Neste contexto, disse, "eles (os manifestantes) podem girar e girar como hélices" mas ele continuaria no caminho dos Acordos de Oslo. A maioria parlamentar de Rabin baseou-se no apoio de árabes não-membros da coalizão. Rabin também negou o direito dos judeus americanos de se oporem ao seu plano de paz, chamando qualquer dissidência de "chutzpah". O acordo de Oslo também foi contestado pelo Hamas e outras facções palestinas, que lançaram atentados suicidas contra Israel.
Após o aperto de mão histórico com Yasser Arafat, Rabin disse, em nome do povo israelense: "Nós que lutamos contra vocês, os palestinos, dizemos a vocês hoje, em voz alta e clara; basta de sangue e lágrimas. Basta!" Durante este mandato, Rabin também supervisionou a assinatura do tratado de paz Israel-Jordânia em 1994.

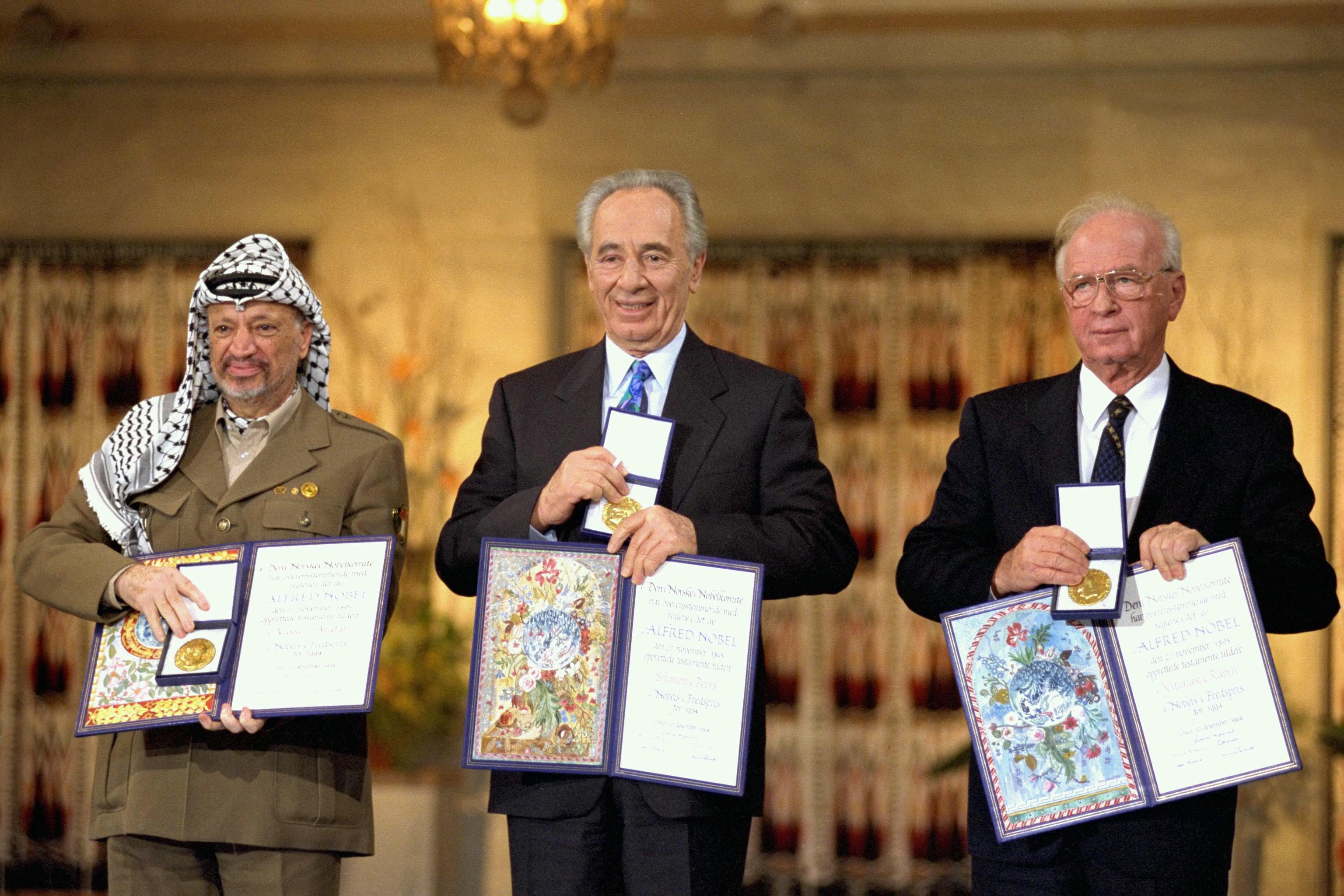
Da esquerda para a direita: Yasser Arafat, Shimon Peres e Yitzhak Rabin recebendo o Prêmio Nobel da Paz após os Acordos de Oslo.

### Prêmio Nobel da Paz
Por seu papel na criação dos Acordos de Oslo, Rabin recebeu o Prêmio Nobel da Paz de 1994, juntamente com Yasser Arafat e Shimon Peres. Os Acordos dividiram muito a sociedade israelense, com alguns vendo Rabin como um herói por promover a causa da paz e alguns o vendo como um traidor por doar terras que consideravam pertencer por direito a Israel. Muitos israelenses de direita costumam culpá-lo pelas mortes de judeus em ataques terroristas, atribuindo-os aos acordos de Oslo.
"Cemitérios militares em todos os cantos do mundo são testemunhos silenciosos do fracasso dos líderes nacionais em santificar a vida humana."

— Yitzhak Rabin, palestra do Prêmio Nobel da Paz de 1994.

## Reformas econômicas e sociais

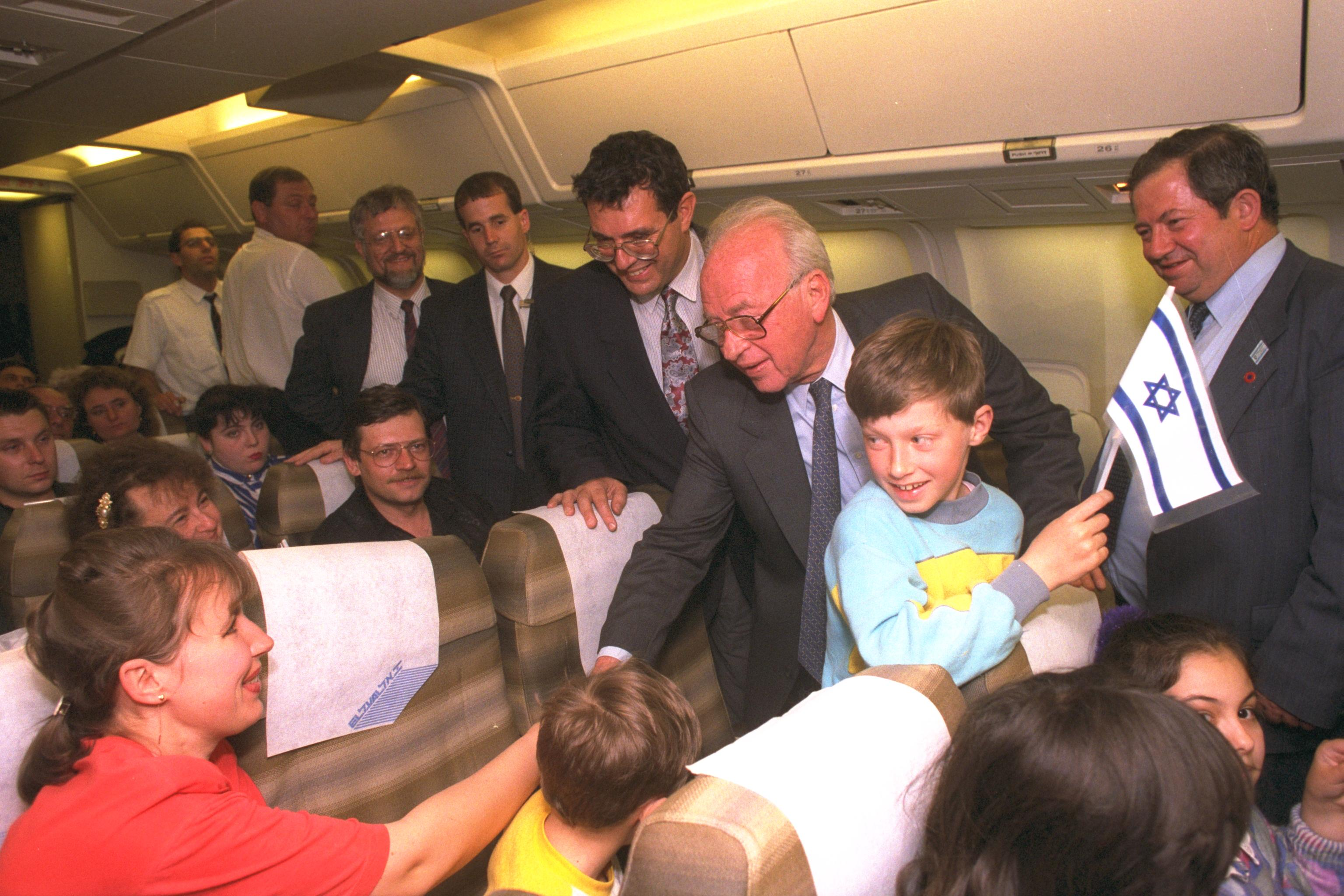
Rabin apertando a mão de novos imigrantes russos em seu voo para Israel em 1994.

Rabin reformou significativamente a economia de Israel, bem como seus sistemas de educação e saúde. Seu governo expandiu significativamente a privatização de empresas, afastando-se da economia tradicionalmente socializada do país. O esquema foi descrito por Moshe Arens como um "frenesi de privatizações". Em 1993, seu governo criou o programa "Yozma", segundo o qual atraentes incentivos fiscais eram oferecidos a fundos de capital de risco estrangeiros que investiam em Israel e prometiam dobrar qualquer investimento com financiamento do governo. Como resultado, fundos de capital de risco estrangeiros investiram pesadamente na crescente indústria israelense de alta tecnologia, contribuindo para o crescimento econômico de Israel e para o status de líder mundial em alta tecnologia. Em 1995, foi aprovada a Lei do Seguro Nacional de Saúde. A lei criou o sistema de saúde universal de Israel, afastando-se do sistema de seguro saúde tradicionalmente dominado pela Histadrut. Os salários dos médicos também foram aumentados em 50%. Os gastos com educação aumentaram 70%, com novas faculdades sendo construídas nas áreas periféricas de Israel e os salários dos professores aumentando em um quinto. Seu governo também lançou novos projetos de obras públicas, como a Rodovia Autopista Israel e uma expansão do Aeroporto Ben Gurion.

## Assassinato e consequências

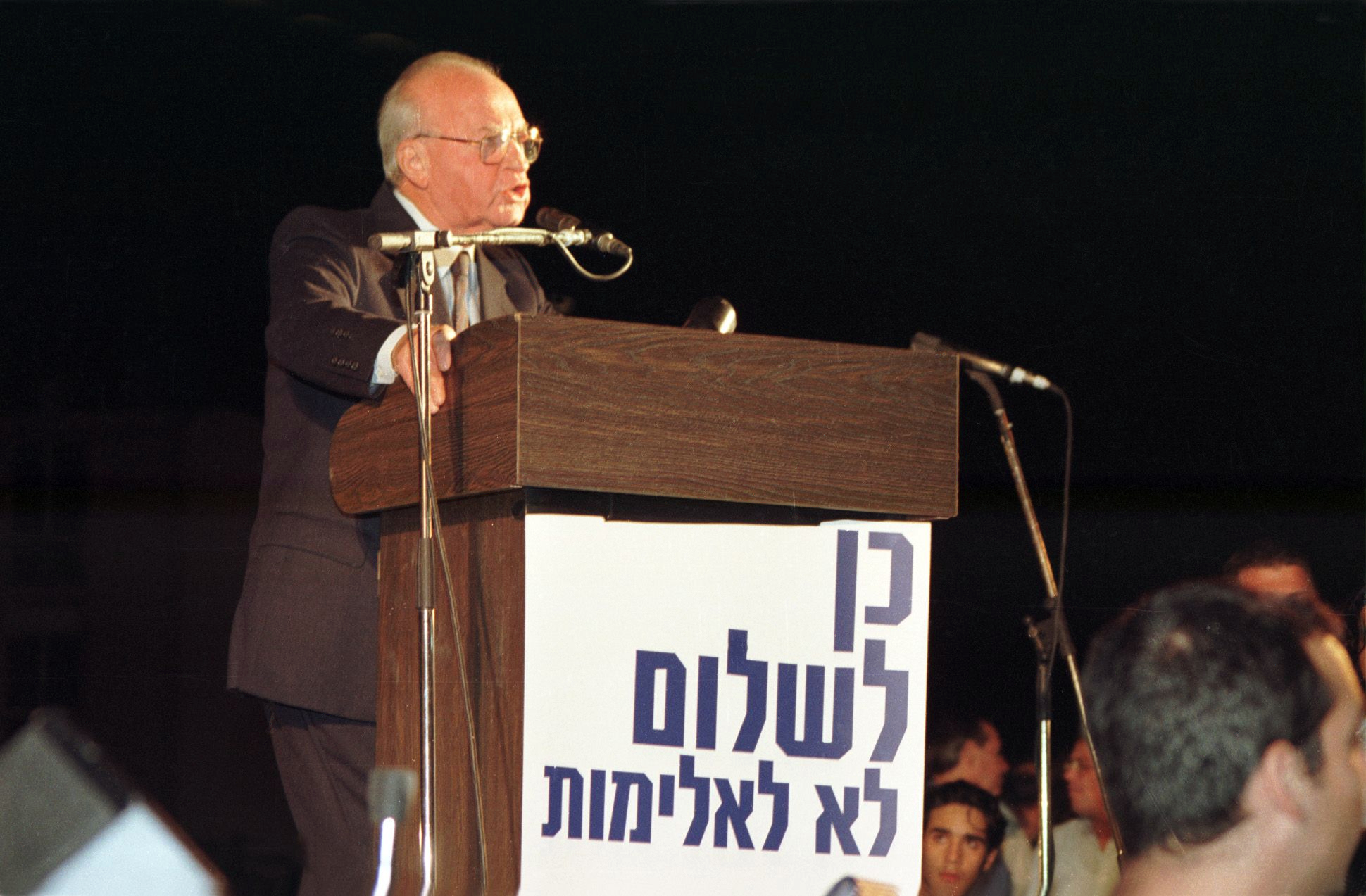
Rabin fazendo seu discurso no comício de 4 de novembro de 1995, pouco antes de seu assassinato.

Na noite de 4 de novembro de 1995 (12 de Cheshvan no calendário hebraico), Rabin foi assassinado por Yigal Amir, um extremista de direita que se opôs à assinatura dos Acordos de Oslo. Rabin estava participando de uma manifestação em massa na Praça dos Reis de Israel (agora Praça Rabin) em Tel Aviv, realizada em apoio aos Acordos de Oslo. Quando a manifestação terminou, Rabin desceu os degraus da prefeitura em direção à porta aberta de seu carro, momento em que Amir disparou três tiros em Rabin com uma pistola semiautomática. Dois tiros atingiram Rabin e o terceiro feriu levemente Yoram Rubin, um dos guarda-costas de Rabin. Rabin foi levado para o Hospital Ichilov próximo, onde morreu na mesa de operação por perda de sangue e os dois pulmões perfurados. Amir foi imediatamente detido pelos guarda-costas de Rabin e pela polícia. Mais tarde, ele foi julgado, considerado culpado e condenado à prisão perpétua. Após uma reunião de emergência do gabinete, o ministro das Relações Exteriores de Israel, Shimon Peres, foi nomeado primeiro-ministro israelense interino.
O assassinato de Rabin foi um grande choque para o público israelense e para grande parte do resto do mundo. Centenas de milhares de israelenses se aglomeraram na praça onde Rabin foi assassinado para lamentar sua morte. Os jovens, em particular, compareceram em grande número, acendendo velas memoriais e cantando canções de paz. Em 6 de novembro de 1995, ele foi enterrado no Monte Herzl. O funeral de Rabin contou com a presença de muitos líderes mundiais, entre eles o presidente dos Estados Unidos Bill Clinton, o primeiro-ministro australiano Paul Keating, o presidente egípcio Hosni Mubarak e o rei Hussein da Jordânia. Clinton fez um elogio cujas palavras finais foram em hebraico - "Shalom, Haver" (hebraico: שלום חבר, lit. Adeus, amigo).
A praça onde foi assassinado, Kikar Malkhei Yisrael (Praça dos Reis de Israel), foi rebatizada de Praça Rabin em sua homenagem. Muitas outras ruas e instituições públicas em Israel também receberam seu nome posteriormente. Após seu assassinato, Rabin foi aclamado como um símbolo nacional e passou a incorporar o ethos do "campo de paz israelense", apesar de sua carreira militar e de visões de falcão no início da vida. Em novembro de 2000, sua esposa Leah morreu e foi enterrada ao lado dele.

Após o assassinato, foi revelado que Avishai Raviv, um conhecido extremista de direita na época, era na verdade um agente-informante do Shin Bet de codinome Champagne. Raviv foi posteriormente absolvido no tribunal das acusações de que não conseguiu evitar o assassinato. O tribunal decidiu que não havia evidências de que Raviv sabia que o assassino Yigal Amir estava planejando matar Rabin. Após o assassinato de Rabin, sua filha Dalia Rabin-Pelossof entrou na política e foi eleita para o Knesset em 1999 como parte do Partido do Centro. Em 2001, ela atuou como vice-ministra da Defesa de Israel.

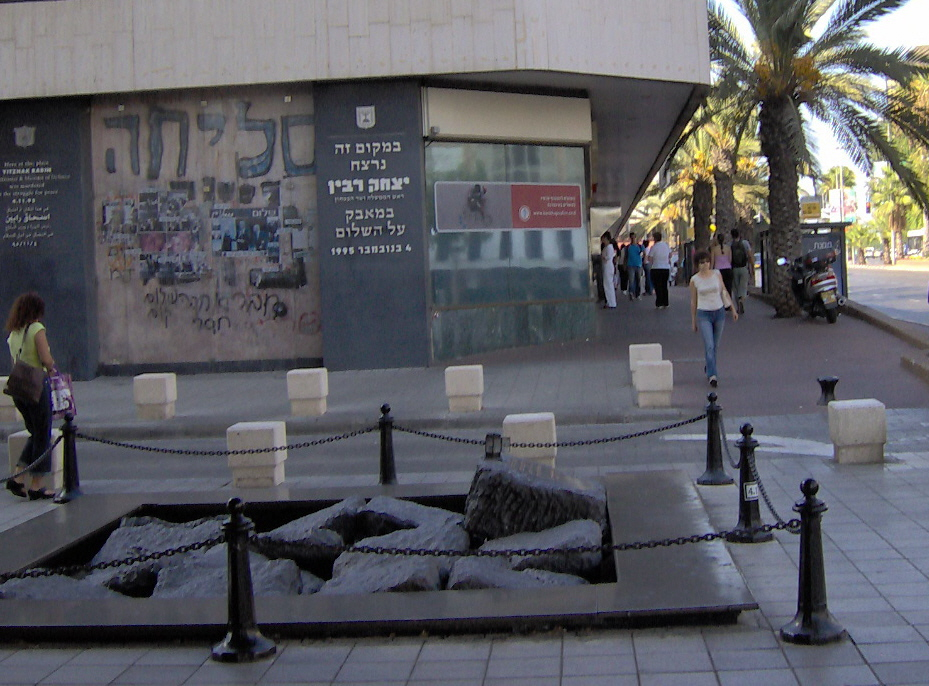
Monumento marcando o local do assassinato: Rua Ibn Gabirol entre a Prefeitura de Tel Aviv e Gan Ha'ir.
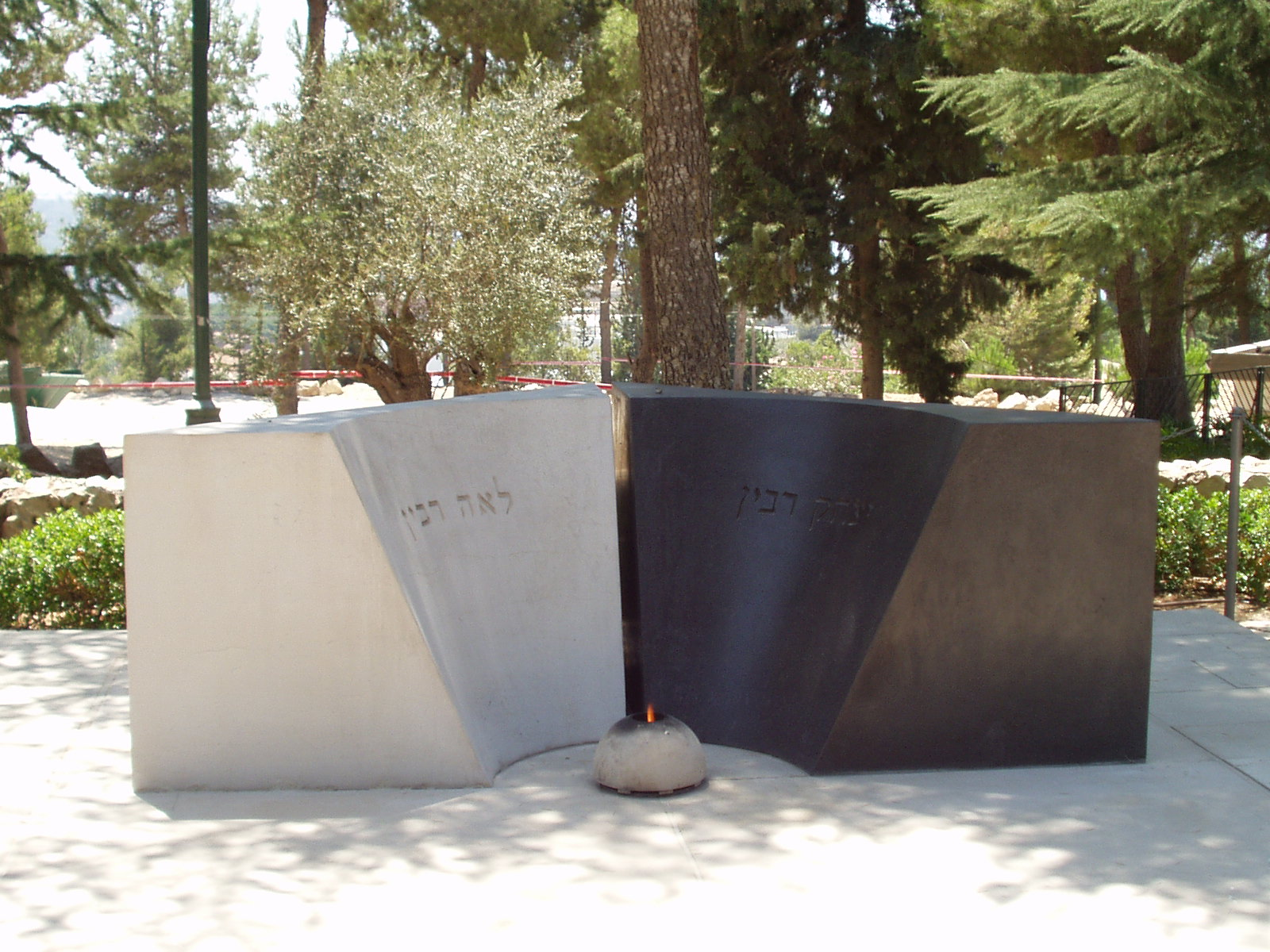
Túmulos de Yitzhak (à direita) e Leah Rabin (à esquerda) no Monte Herzl.
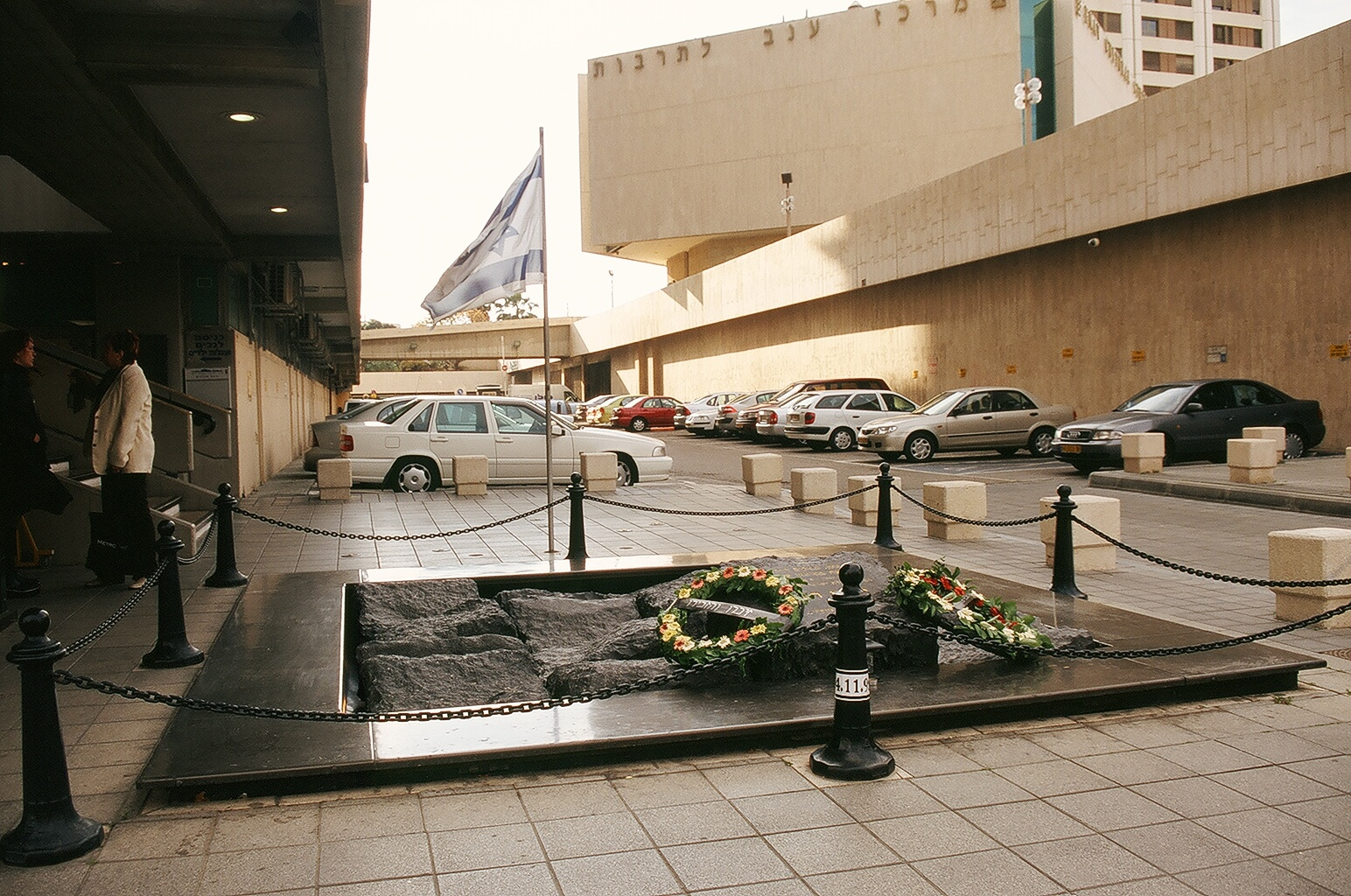
O monumento a Rabin na antiga Praça dos Reis de Israel em Tel Aviv.
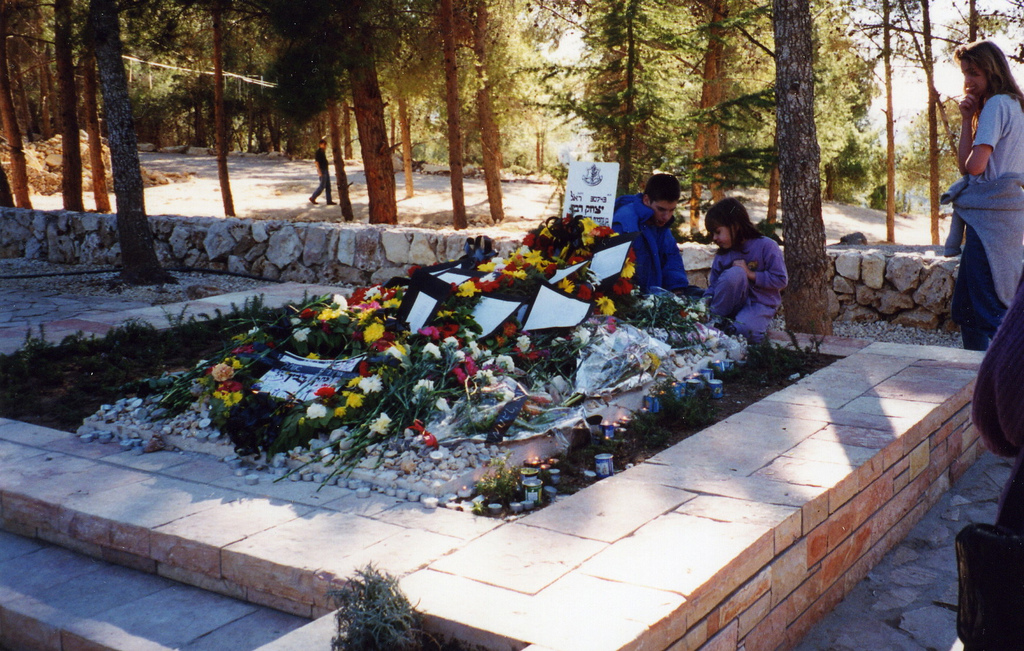
Túmulo de Rabin com flores e mensagens de condolências, dezembro de 1995.

## Celebração

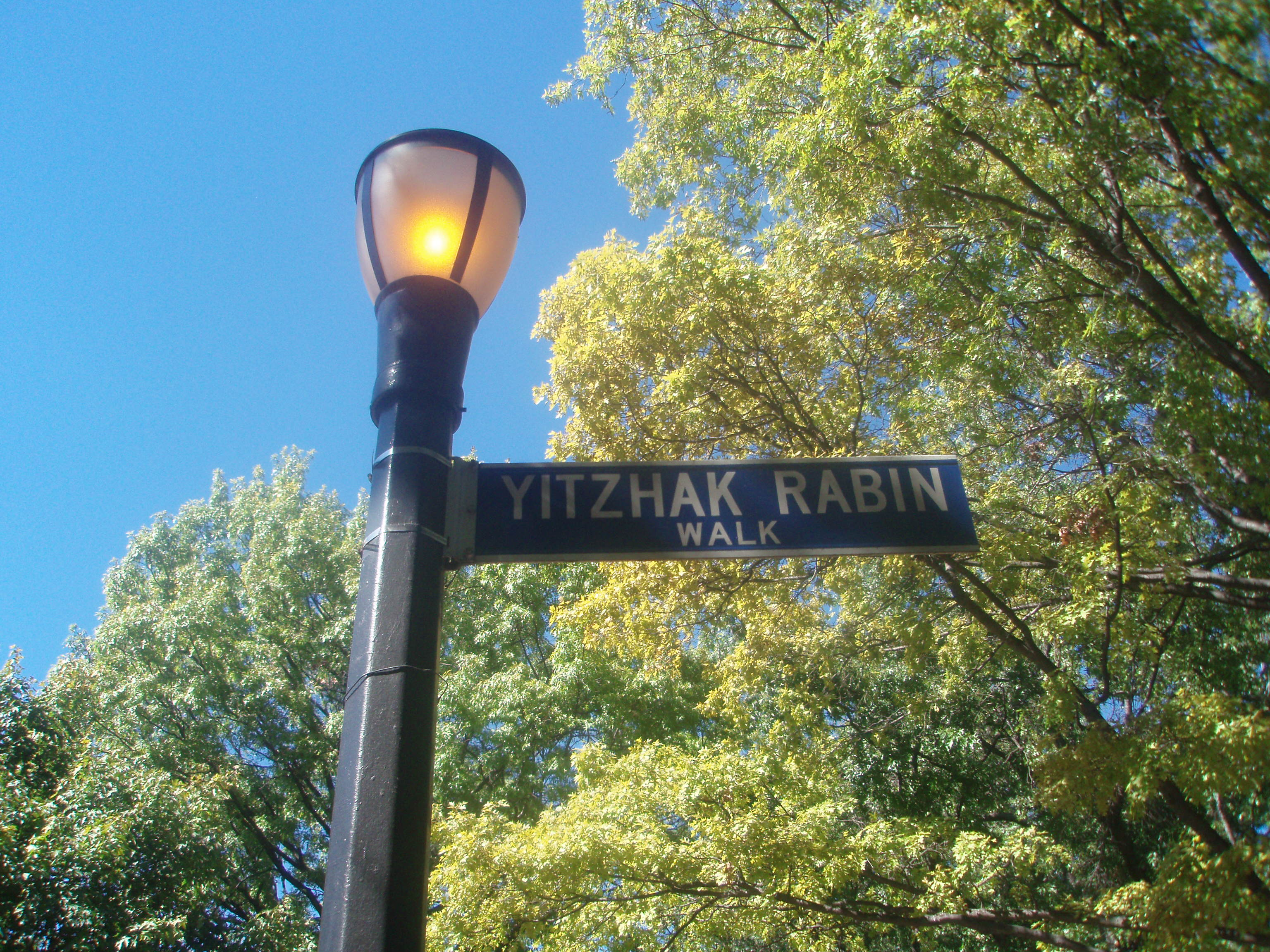
Yitzhak Rabin Walk no Queens, na Cidade de Nova York.

- Yitzhak Rabin Walk no Queens, na Cidade de Nova York.O Knesset estabeleceu o dia 12 de Cheshvan, a data do assassinato de acordo com o calendário hebraico, como o Dia de Yitzhak Rabin.
- Em 1995, a Autoridade Postal de Israel emitiu um selo Rabin comemorativo.
- Em 1996, a compositora israelense Naomi Shemer traduziu o poema de Walt Whitman "Ó capitão! Meu capitão!" para o hebraico e escreveu uma música para marcar o aniversário do assassinato de Rabin. Desde então, a música é comumente executada ou tocada nos serviços do dia memorial de Yitzhak Rabin.
- O Centro Yitzhak Rabin foi fundado em 1997 por um ato do Knesset, para criar "[um] Centro Memorial para Perpetuar a Memória de Yitzhak Rabin." Realiza extensas atividades comemorativas e educativas enfatizando os caminhos e meios da democracia e da paz.
- O Mechinat Rabin, um programa preparatório pré-exército israelense para treinar recém-formados do ensino médio em liderança antes de seu serviço militar, foi criado em 1998.
- Em 2005, Rabin recebeu o Prêmio Dr. Rainer Hildebrandt de Direitos Humanos concedido por Alexandra Hildebrandt. O prêmio é concedido anualmente em reconhecimento ao compromisso extraordinário e não violento com os direitos humanos.
- Muitas cidades e vilas em Israel deram nomes a ruas, bairros, escolas, pontes e parques em homenagem a Rabin. A maior usina elétrica do país, Orot Rabin, dois complexos de escritórios do governo (no HaKirya em Tel Aviv e na Sail Tower em Haifa), o terminal israelense da fronteira de Arava/Araba com a Jordânia e duas sinagogas também levam seu nome. Fora de Israel, há ruas e praças com seu nome em Bonn, Berlim, Chicago, Madri, Miami, Nova York e Odessa e parques em Montreal, Paris, Roma e Lima. A escola secundária judaica da comunidade em Ottawa também leva o seu nome.
- A Sociedade de Israel da Universidade de Cambridge realiza uma palestra acadêmica anual em homenagem a Yitzhak Rabin.

## Visão geral dos cargos ocupados
Rabin serviu duas vezes como primeiro-ministro (chefe do governo de Israel). Sua primeira passagem durou de 3 de junho de 1974 a 20 de junho de 1977, liderando o 17º governo durante o 8º Knesset. Sua segunda passagem durou de 13 de julho de 1992 até seu assassinato em 4 de novembro de 1995, liderando o 25º governo durante o 13º Knesset. Rabin foi membro do Knesset de 1974 até seu assassinato. Por vários meses em 1992, Rabin serviu como líder da oposição do Knesset, na época um papel não-oficial e honorário. Rabin também serviu como embaixador de Israel nos Estados Unidos de 1968 a 1973.

### Liderança do Partido Trabalhista
Peres serviu duas vezes como líder do Partido Trabalhista de Israel.
| Mandato                                 | Predecessor  | Sucessor     | Eleições do Knesset como líder | Eleito/reeleito como líder |
| --------------------------------------- | ------------ | ------------ | ------------------------------ | -------------------------- |
| Abril de 1974–Fevereiro de 1974         | Golda Meir   | Shimon Peres |                                | 1974, 1977 (Fev)           |
| Fevereiro de 1992–4 de novembro de 1995 | Shimon Peres | Shimon Peres | 1992                           | 1992                       |